# Ночной оборотень
Ночно́й о́боротень (англ. Werewolf by Night) — альтер эго двух персонажей американских комиксов издательства Marvel Comics, являющихся оборотнями. Ночной оборотень, которого другие персонажи обычно называют просто О́боротень, впервые появился в комиксе Marvel Spotlight #2 (февраль, 1972). Наиболее известным из них является Дже́йкоб Ра́ссофф (англ. Jacob Russoff).
Ночной оборотень занял 6-е место среди «персонажей-монстров Marvel Comics» в 2015 году. 
Гаэль Гарсиа Берналь исполнил роль Джека Расселла / Ночного оборотня в спецвыпуске «Ночной оборотень» (2022), который входит в медиафраншизу «Кинематографическая вселенная Marvel» (КВМ).

## История публикаций
До принятия Comics Code Authority в 1954 году, Atlas Comics, предшественник Marvel, опубликовал пятистраничный рассказ под названием Werewolf by Night! в Marvel Tales #116 (Июль, 1953). С 1971 года, когда правила Comics Code Authority смягчились, издательство получило возможность публиковать комиксы об оборотнях. Версия Ночного оборотня Джека Расселла (урождённого Джейкобом Рассоффом) впервые появилась в Marvel Spotlight #2 (Февраль, 1972). В её основе лежала концепция, задуманная Роем Томасом. Название серии предложил Стэн Ли, а её авторами выступили сценарист Джерри Конвей и художник Майк Плуг, которые опирались на сюжет Роя и Джина Томасов для первого выпуска. Читатели часто отмечали, что имя главного героя, Джек Расселл, совпадает с названием породы собак. Конвей заявил, что не помнит, почему выбрал именно это имя, однако усомнился в сознательном упоминании породы, поскольку у него никогда не было собаки. После полноценного появления в Marvel Spotlight #2-4 персонаж обзавёлся собственной одноимённой серией в сентябре 1972 года. Конвей назвал работу над серией «очень забавной», поскольку жанр ужасов разбавил истории о супергероях, которые в течение многих лет царили в мире комиксов. Werewolf by Night насчитывал 43 выпуска и продлился до марта 1977 года. За годы публикации серии издатели не смогли не воспользоваться возможностью привлечь к работе над ней известного сценариста комиксов Марва Вольфмана, который написал несколько сюжетов с ироничным вступлением: «Наконец-то комиксы про ВЕРВОЛЬФА... написал ВОЛЬФМАН».  
В #32 (Август, 1975) впервые появился Лунный рыцарь. Джек Расселл объединился с Тигрой в комиксе Giant-Size Creatures #1» (Июль, 1974), в котором Грир Нельсон впервые стала Тигрой, выйдя из образа Кошки. Второй выпуск этой серии был переименован в Giant-Size Werewolf. Джек Расселл не появлялся на страницах печатных изданий большую часть 1980-х годов. Внешний вид персонажа был радикально переработан в Moon Knight #29 (Март, 1983). Он играл главную роль в различных выпусках Spider-Woman, West Coast Avengers и Doctor Strange: Sorcerer Supreme. Позже Ночной оборотень вернулся на страницах Marvel Comics Presents, где нерегулярно фигурировал с 1991 по 1993 год. Он являлся второстепенным персонажем комикса Morbius: The Living Vampire с 1993 по 1995 год. На странице писем в выпуске Morbius упоминалось о разработке минисерии Werewolf by Night, авторами которого должны были выступить Лен Камински и Джеймс Фрай, однако серия так и не вышла. В 1998 году состоялся выход Werewolf by Night vol. 2 из шести выпусков. Серия была написана Полом Дженкинсом и проиллюстрирована Леонардо Манко. После закрытия серии, история получила продолжение на страницах Strange Tales, в котором принял участие Леший. Данный том Strange Tales был отменён всего после двух выпусков из-за плохих продаж. В начале 2007 года Marvel опубликовала ваншот под названием Legion of Monsters: Werewolf by Night, художником которого выступил Грег Лэнд. В январе 2009 года Джек Расселл был показан в ограниченной серии из четырёх выпусков Dead of Night от издательства Marvel для взрослых читателей импринта MAX. Сценарий написал Дуэйн Сверчински, а художником выступил Мико Суаян. Ночной оборотень был показан как член Сынов Полуночи Морбиуса в Marvel Zombies 4 в 2009 году.
Второй Ночной оборотень впервые появился в Werewolf by Night vol. 3 и был создан Табу из группы The Black Eyed Peas, Бенджамином Джекендоффом и Скотом Итоном.  

## Вне комиксов

### Телевидение
- Версия Ночного оборотня Джека Расселла появляется в мультсериале «Супергеройский отряд» 2009 года, где его озвучил Роб Полсен[15].
- В мультсериале «Великий Человек-паук» 2012 года Ночной оборотень появляется в эпизодах «Блэйд» и «Ревущая команда», озвученный Россом Линчем[15].
- Нолан Норт озвучил Ночного оборотня в мультсериале Халк и агенты У.Д.А.Р. 2013 года[15].
- Ночной оборотень появляется в одноимённом выпуске на Хэллоуин в рамках медиафраншизы «Кинематографическая вселенная Marvel», где его роль исполнил мексиканский актёр Гаэль Гарсиа Берналь[2].

### Кино
В 2005 году должны были начаться съёмки фильма о Ночном оборотне, сценаристом которого выступил Роберт Нельсон Джейкобс. 

### Видеоигры
- Ночной оборотень появляется в качестве камео в концовке Джилл Валентайн в играх Marvel vs. Capcom 3: Fate of Two Worlds и Ultimate Marvel vs. Capcom 3 2011 года.
- Ночной оборотень является открываемым персонажем в игре Marvel Super Hero Squad Online 2011 года.
- В игре Marvel Avengers Academy 2016 года Ночной оборотень, озвученный Алексом Хадденом[15], является одним из игровых персонажей.

## Коллекционные издания
- Essential Werewolf by Night
  - Vol. 1 включает Marvel Spotlight #2-4, Werewolf By Night #1-21, Marvel Team-Up #12, Giant-Size Creatures #1 и The Tomb of Dracula #18, 576 страница, октябрь 2005, ISBN 978-0785118398
  - Vol. 2 включает Werewolf By Night  #22-43, Giant-Size Werewolf #2-5 и Marvel Premiere #28, 576 страниц, ноябрь 2007, ISBN 978-0785127253
- Essential The Tomb of Dracula Vol. 1 включает Werewolf by Night #15, 560 страниц, 2004, ISBN 978-0785109204
- Essential Monster of Frankenstein включает Giant-Size Werewolf #2, 496 страниц, октябрь 2004, ISBN 978-0785116349
- Essential Moon Knight Vol. 1 включает Werewolf by Night #32-33, 560 страниц, март 2006, ISBN 978-0785120926
- Werewolf by Night: In the Blood включает Werewolf by Night vol. 2 #1-4 ISBN 978-0785132806
- Werewolf by Night: The Complete Collection
  - Vol. 1: Marvel Spotlight #2-4, Werewolf by Night #1-15, Marvel Team-Up #12, Tomb of Dracula #18 (17 октября, 2017)
  - Vol. 2: Werewolf by Night #16-30, Giant-Size Creatures #1, Giant-Size Werewolf #2-4, Monsters Unleashed #6-7 (13 февраля, 2018)
  - Vol. 3: Werewolf by Night #31-43, Giant-Size Werewolf #5, Marvel Premiere #28, Spider-Woman #6, 19, 32, Marvel Team-Up #93, Ghost Rider #55, Moon Knight #29-30, Marvel Premiere #59 (15 мая, 2018)